# Bernard Marcus
Pour les articles homonymes, voir Marcus.
Bernard Marcus, dit Bernie Marcus, né le 12 mai 1929 à Newark (New Jersey) et mort le 4 novembre 2024 à Boca Raton (Floride), est un homme d'affaires et philanthrope américain, cofondateur de la société Home Depot.

## Biographie
Bernard Marcus a commencé à travailler dans une pharmacie en tant que pharmacien, mais s'est intéressé davantage au commerce de détail. Il a travaillé dans une entreprise de cosmétiques et divers autres emplois dans le commerce de détail pour finalement devenir PDG de Handy Dan Improvement Centers, une chaîne de magasins de rénovation domiciliaire basée à Los Angeles. 
En 1978, lui et le futur cofondateur de Home Depot, Arthur Blank, sont licenciés lors d'une lutte pour le pouvoir des entreprises chez Handy Dan. En 1979, ils cofondent The Home Depot un détaillant de rénovation résidentielle.

Bustes de Bernard (Bernie) et Billi Marcus, les fondateurs du Georgia Aquarium.

Le magasin révolutionne le marché de la rénovation avec son concept d'entrepôt. Bernard Marcus et ses partenaires deviennent milliardaires. Marcus est le premier PDG de l'entreprise et le reste pendant 19 ans. Il est également président du conseil d'administration jusqu'à sa retraite en 2002.

## Politique
Bernard Marcus s'est opposé à l'Employee Free Choice Act (EFCA). Il a également suggéré que les clients envoient des dons aux groupes et aux Républicains du Sénat également contre l'EFCA. Il considère la législation comme une entrave au capitalisme américain, la qualifiant de « disparition d'une civilisation » et suggérant que tout détaillant qui ne la combatte pas « devrait être abattu; devrait être expulsé de ses foutus boulots ». Marcus a également été un adversaire du mouvement Occupy Wall Street. 
En janvier 2014, Bernard Marcus fonde le Job Creators Network, un groupe de défense des intérêts conservateur, avec un financement de démarrage de 500 000 de dollars. Le Réseau est connu pour recruter des entrepreneurs et des dirigeants de petites entreprises en tant que porte-parole des marchés libres et pour les relier à des opportunités publicitaires, notamment dans des publicités, des éditoriaux et des apparitions télévisées. En février 2019, le Job Creators Network a critiqué l'annulation de l'offre du siège d'Amazon à New York par le biais d'un panneau publicitaire à Times Square.
En 2015, il a fait don de 1,5 million de dollars aux Super PAC pour soutenir Jeb Bush et Scott Walker. 

### Soutien à Trump
Le 1er juin 2016, Bernard Marcus écrit : « Je soutiens maintenant Donald Trump parce que le sort de cette nation dépend de son envoi, et non d'Hillary Clinton, à la Maison Blanche ». Il fait alors un don de sept millions de dollars pour soutenir la campagne de Trump en 2016.

## Reconnaissance
- 2006 : Bernard Marcus est intronisé au Temple de la renommée de l'entreprise américaine Junior Achievement.